# De Rode Ridder (stripreeks)
De Rode Ridder is een Vlaamse stripreeks die zich merendeels afspeelt in de middeleeuwen. 
Deze reeks, waarvan het eerste deel in 1959 verscheen, is van de hand van striptekenaar Willy Vandersteen. Ze is gebaseerd op Johan de Rode Ridder, een karakter uit de gelijknamige jeugdboekenreeks van Leopold Vermeiren. De stripreeks wordt uitgegeven door Standaard Uitgeverij en is naast Suske en Wiske zonder meer een van de meest succesvolle en langstlopende reeksen uit de geschiedenis van Studio Vandersteen. Centraal in de reeks staat Johan, als universele held. 
Waar oorspronkelijk de verhalen zich afspeelden in een middeleeuwse ridderwereld, evolueert de strip doorheen de reeks naar een breder tijd- en ruimtekader.

## Geschiedenis
De reeks begon in 1959, toen vanuit Studio Vandersteen beslist werd een ridderreeks te tekenen. Er werd een overeenkomst gesloten met schrijver Leopold Vermeiren om zijn toenmalig populaire jeugdboekenfiguur te gebruiken als protagonist van de strips. Willy Vandersteen tekende en schreef zelf verhalen, maar liet heel wat over aan medewerkers als zijn zoon Bob, Karel Verschuere en Eduard De Rop.
De reeks spitste zich toe op 'gewone' ridderveravonturen met af en toe een mystiek element.  Een belangrijk en vaak terugkerend thema in de verhalen is magie. Vanaf album 19, Koning Arthur, werd elementen uit de Arthurlegende erin verwerkt.
Vanaf album 37, De wilde jacht, werkte Karel Biddeloo de schetsen van Willy Vandersteen uit, maar vanaf album 44, Drie huurlingen, schreef en tekende Biddeloo de verhalen geheel zelfstandig.
Biddeloo gebruikte heel wat meer fantasy en Sword and sorcery dan zijn voorgangers, zelfs sciencefiction schuwde hij niet.
De thuishaven van De Rode Ridder wordt uiteindelijk het Kasteel van Horst, vanaf album 131, De heren van Rode.
Na het overlijden van Biddeloo in juni 2004 werd de reeks voortgezet met nummer 207, De grot van de beer, door het duo Martin Lodewijk die de scenario's schreef en Claus Scholz die het tekenwerk verzorgde.
Bij dit nieuwe duo werd de thematiek van de reeks weer naar ridderverhalen verlegd. Sinds 2012 werden de scenario's om beurt geschreven door Martin Lodewijk en Marc Legendre, die tevens de jeugdboeken een nieuw leven heeft ingeblazen. In 2015 ging Scholz met pensioen. Standaard Uitgeverij besloot De Rode Ridder daarna, vanaf album 250, volledig te hervormen.
Net als alle andere reeksen van Vandersteen hebben de albums van De Rode Ridder een eigen kleur: blauw. Met de kleurendruk zou deze veranderen naar zilvergrijs.
Op 15, 16 en 17 augustus 2008 vond in de dorpskerk te Sint-Pauwels de grootste Rode Ridder retrospectieve tot nog toe plaats. Diezelfde data werden in het centrum van Sint-Pauwels de vijfjaarlijkse Dorpsfeesten gehouden met dit keer als thema De Rode Ridder en de Middeleeuwen. Het verhaal uit het album De vedelaar van Sint-Pauwels (2008) speelt zich in dit dorp af. Op 7 april 2009 besliste het schepencollege van Sint-Gillis-Waas om tegen de septemberkermis van dat jaar een bronzen standbeeld van de Rode Ridder in de Zandstraat te plaatsen.
In 2023 nam Peter Van Gucht de reeks over vanaf nummer 278.

### Red Knight
In 1990 wordt naar het voorbeeld van de in Amerika populaire graphic novel, met name Frank Miller's Batman: The Dark Knight Returns, een nieuwe reeks gestart onder de naam Red Knight. Het eerste album, De vuurgeest, is een afgeleide van het gelijknamige, dertiende Rode Ridder-album. De tekeningen van Marvano en de tekst van Ronald Grossey moesten een meer volwassen publiek aanspreken, maar sloeg in het geheel niet aan. Biddeloo uitte in verschillende striptijdschriften ook kritiek op Red Knight. Het eerste deel heeft nooit een vervolg gekregen. Er werd even aan gedacht om het tekenwerk van de reeks over te laten aan de Nederlandse tekenaar Minck Oosterveer, maar dit werd in 2010 van de baan geschoven. Oosterveer tekende wel enkele platen voor dat eventuele tweede deel, De Zwarte Wolvin, een afgeleide van het gelijknamige, vijftiende Rode Ridder-album. Deze kan men nu nog terugvinden op zijn website
Sommige van Marvano's tekeningen, uit Red Knight, werden eind jaren 90 gerecupereerd als covers voor de jeugdboekenreeks.

### Red Rider
Eind 2017, verscheen er (in navolging van Amoras) een "moderne" interpretatie van de "Rode Ridder", getekend door Stedho naar een scenario van Lectrr. In deze reeks is de hoofdrol weggelegd voor een motard genaamd Red. De reeks bevat tal van verwijzingen naar de klassieke verhalen van Vandersteen, maar heeft ook veel gelijkenissen met tal van Amerikaanse comics zoals o.a. The Black Knight of Moon Knight, twee superhelden die ook hun krachten ontlenen aan het magische of het mystieke.

### Galaxa
In september 2022 verscheen Spiegelblind, het eerste deel van een spin-off trilogie met de fee van het licht Galaxy als hoofdpersonage. Deze mini-stripreeks vertelt haar voorgeschiedenis als jonge elf in de academie en het leger, in een ver verleden voor de tijd van de Rode Ridder.

## Personages
- Johan, De Rode Ridder
- Galaxa, Fee van het licht
- Bahaal, prins der duisternis
- Qrandar, Bahaals zoon
- Demoniah, heks der duisternis
- Merlijn
- Lancelot
- Indigo Magiste, de Blauwe Heks
- Yorimoto, de samoerai

## Culturele invloed

### Verwijzingen in strips
- Cartoonist Jerooms figuur "Ridder Bauknecht" is een parodie op de Rode Ridder.Tekenaars Tom Bouden en Kim Duchateau maakten eveneens een parodie op de Rode Ridder, met het album "Herman, de Lichtrode (roze) Ridder", dat ook een duidelijke verwijzing bevat naar de televisiereeks Buiten De Zone (alleen is Herman niet verwijfd, maar eerder een droge macho). Ook brengt cartoonist Frits Deblieck pseud Geinz een gagstripreeks: "De Rosse Ridder".
- In het Suske en Wiske album Wattman belanden de hoofdfiguren in de Middeleeuwen waar ze de Rode Ridder tegen het lijf lopen.
- Lambik leest in het Suske en Wiskealbum De maffe maniak een album van de Rode Ridder.
- De Rode Ridder dook ook op in de Urbanus stripreeks, onder meer in De vergeten Willy en Wat voorafging. Diezelfde Urbanus verscheen ook drie keer in de Rode Ridder strip, in het album Stille getuigen, De Heren van Rode en De slag van Woeringen in de figuur van de nar Urban.[11]
- De Rode Ridder en zijn gevolg spelen mee in het album Het geheim van de kousenband (2001)
- In het Kiekeboealbum Bij Fanny op schoot (2005) hadden de Rode Ridder en zijn gevolg ook een gastoptreden.
- In het album Het bloed van Merlijn, uit de stripreeks En daarmee Basta! dragen de hoofdpersonages kledij die verwijst naar de hoofdpersonages uit de stripreeks De Rode Ridder.
- In het album (Op zoek naar Neroke) uit de stripreeks van F.C. De Kampioenen krijgt Carmen een klap op haar hoofd. Ze kraamt vanaf dat moment enkel onzin uit. Ze citeert steeds dialogen uit de strips van De Kiekeboes. Xavier besluit dat hij liever had dat ze uit De Rode Ridder zou citeren.

### Verwijzingen in televisiereeksen en andere media
- In de aflevering "Kitsch en Kunst" van de Vlaamse komische reeks Buiten De Zone rijdt een verwijfde homoseksuele ridder rond, genaamd: "De Roze Ridder", een verwijzing naar De Rode Ridder.[12]
- De Belgische illustrator Pascal Agotha[13] parodieerde de Rode Ridder door zijn eigen (online) "antiheld" te maken, namelijk "Nahoj, de Groene Ridder"[14]. Deze antiheld is eerder het tegenovergestelde van Johan, zelfs zijn naam is letterlijk het tegenovergestelde (Nahoj is Johan in spiegelschrift). Nahoj beleefde zijn eerste avontuur in "Erwin, de Magiër", dat op zich een parodie is van het 20ste Rode Ridder album: Kerwyn de magiër. Verder verschenen er een paar kortverhalen van de groene ridder in het online magazine ‘Knocky Magazine’.
- Sinds 1996 is er in Hasselt een stripmuur van de Rode Ridder.